# Обернойланд
«Оберно́йланд» (нім. «FC Oberneuland») — німецький футбольний клуб з Бремена. Заснований 13 квітня 1948 року.